# Anna Rzeszut
Anna Rzeszut (ur. 14 kwietnia 1937 w Dąbrowicy, zm. 15 stycznia 2017 w Tarnobrzegu) – polska działaczka kulturalna, propagatorka kultury ludowej.

## Życiorys
Pracowała w zakładzie „Wisła” w Tarnobrzegu i Fabryce Firanek w Skopaniu oraz jako inseminator w Państwowym Zakładzie Unasieniania Zwierząt w Czerminie oraz Mokoszynie. W 1976 założyła w Baranowie Sandomierskim folklorystyczny Zespół Obrzędowy „Lasowiaczki” nagrodzony między innymi Nagrodą im. Oskara Kolberga w 2003. Sama Anna Rzeszut została wyróżniona między innymi Medalem Zasłużony Kulturze „Gloria Artis” oraz Medalem Komisji Edukacji Narodowej. Występowała między innymi na Sabałowych Bajaniach i Festiwalu Kapel i Śpiewaków Ludowych w Kazimierzu Dolnym nad Wisłą. Jej haftowane obrusy i serwety otrzymał między innymi papież Jan Paweł II.